# Richard Lewis Nettleship
Richard Lewis Nettleship (* 17. Dezember 1846; † 25. August 1892) war ein Vertreter des britischen Idealismus. Er besuchte die Uppingham School und kam 1864 ans Balliol College in Oxford.

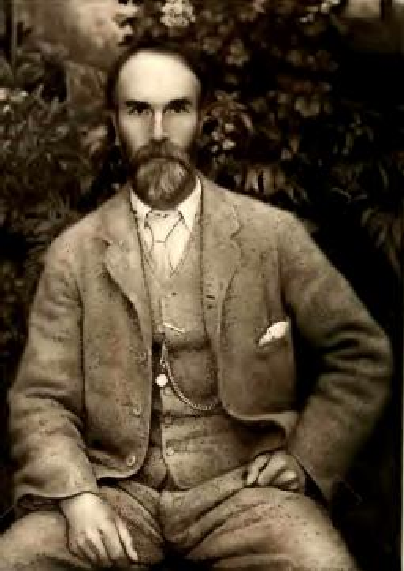
Richard Lewis Nettleship

## Leben
Er wurde 1869 Fellow und arbeitete bis zu seinem Tod als Tutor in diesem College.
Nettleship hielt vor allem Lehrveranstaltungen zur Logik und zu Platons Staat, bisweilen auch zur Geschichte der Moralphilosophie und zur Ethik des Aristoteles. In den Logikveranstaltungen ging es meist um die Geschichte der Logik, insbesondere um die Logik bei Aristoteles und Bacon. Nettleship hielt es bei der Einführung in die Philosophie für wichtiger, antike Texte als zeitgenössische zu lesen, da sie die Ideen auf einfachere Weise ausdrücken.
Bekannt geworden ist er vor allem durch seine Arbeit als Hochschullehrer, aber auch durch seinen Essay The Theory of Education in the Republic of Plato, der 1880 erschien. Nach dem Tod von Thomas Hill Green im März 1882 gab er Arbeiten aus dessen Nachlass heraus, zunächst die Prolegomena to Ethics und später die Memoir. Dieses Werk war die letzte Publikation von Nettleship.
Nettleship ist unter anderem Lehrer von H. H. Joachim.
Er hinterließ ein unvollendetes Werk über Platon, das mit seinen Logikvorlesungen und einigen Essays nach seinem Tode veröffentlicht wurde.